# 留住秋天
《留住秋天》（日語：秋 そばにいるよ），日本女性創作歌手aiko的第4張錄音室專輯。2002年9月4日發行。

## 簡介
前作《夏服》約1年零3個月之後發行。收錄了《祝你晚安》、《和你握手》、《下次再見的時候》3首單曲在內的13首曲目，其中《下次再見的時候》是專輯的先行單曲。
在Oricon公信榜最高排行第2位，未能取得冠軍。Oricon統計總銷量超過50萬張。

## 收錄曲目
1. 披風
2. 紅色檯燈（赤いランプ）
3. 海的邊際（海の終わり）
4. 陽光與陰霾（陽と陰）
5. 想化身為鴿子（鳩になりたい）
6. 祝你晚安（おやすみなさい）
7. 下次再見的時候（今度までには）
8. 記憶書櫃（クローゼット）
9. 和你握手（あなたと握手）
10. 合撐一把傘（流汗Mix）（相合傘（汗かきMix））
11. 你是唯一（それだけ）
12. 木星
13. 心中的少女（心に乙女）

## 外部連結
- 唱片介紹
- 唱片介紹（SACD盤）